# Corba d'Engel
En economia, la corba d'Engel mostra la relació existent entre la quantitat demanada d'un bé o servei i la renda del consumidor, és a dir, com varia la quantitat demanada en canviar la seva renda. Rep el seu nom en honor de l'estadístic alemany del segle xix Ernst Engel.